# Wolfgang Rademann
Wolfgang Rademann (* 24. November 1934 in Neuenhagen bei Berlin; † 31. Januar 2016 in Berlin) war ein deutscher Journalist und Fernsehproduzent. Er gilt als Begründer erfolgreicher Fernsehserien wie Das Traumschiff sowie Die Schwarzwaldklinik.

## Leben
Wolfgang Rademann, Sohn eines Industriekaufmanns, absolvierte nach der Volksschule eine dreijährige Ausbildung zum Schriftsetzer beim Ost-Berliner Nachtexpress und der Zeitung Tägliche Rundschau. Sein Vater starb an Unterernährung, als Rademann zwölf Jahre alt war. Von 1953 bis zu seiner Flucht nach West-Berlin im Jahr 1958 arbeitete er als freier Lokalreporter in Ost-Berlin. Für den Rundfunk stellte er Tanzmusik-Sendungen zusammen und organisierte sogenannte „Bunte Abende“. Auf Anregung des Filmmusikkomponisten Martin Böttcher ging Wolfgang Rademann in den Westen der Stadt, wo er seine journalistische Tätigkeit fortsetzte und neun Jahre lang unter anderem für das Magazin Stern und die Zeitung B.Z. schrieb.
Rademann erhielt 1962 seinen ersten Promotion-Vertrag von Eric van Aro für dessen damalige Frau Caterina Valente. Später wurde er Pressechef von Pierre Brice und Peter Alexander.
Bei seinem ersten Kontakt mit dem Medium Fernsehen 1964 stellte er zusammen mit Henno Lohmeyer für das ZDF die Sendung Das Leben ist die größte Show auf die Beine. Weitere journalistisch unterhaltende Sendungen waren Zwischenstation, Gefragte Gäste, Der Stargast und Sing mit Horst (mit Horst Jankowski und dessen Chor).
1969 folgte für Wolfgang Rademann der erste Durchbruch mit der Peter Alexander Show. 26 weitere Shows mit dem beliebten Künstler folgten in den Jahren von 1972 bis 1995. Dauerbrenner wurden Sendungen mit Anneliese Rothenberger (Anneliese Rothenberger gibt sich die Ehre und Anneliese Rothenberger stellt sich vor). Ein großer Publikumserfolg war auch die Wencke-Myhre-Show. Zu den erfolgreichsten Sendungen von Wolfgang Rademann gehören außerdem die ZDF-Reihe Das Traumschiff (seit 1981), Die Schwarzwaldklinik (1985–1989) sowie die esoterisch inspirierte Serie Insel der Träume (1990–1991).
Rademann galt als Experte für das Genre der Urlaubsserien, so produzierte er weiterhin Serien wie Hotel Paradies, Der Ferienarzt oder Kreuzfahrt ins Glück.
Wolfgang Rademann war zudem Erfinder der sogenannten „Fernseh-Specials“. Den Einstand gab er mit Lilli Palmer: Eine Frau bleibt eine Frau. Mit der Humoristik-Serie Ein verrücktes Paar wurden Harald Juhnke und Grit Boettcher zu Top-Stars auf deutschen Bildschirmen. Wolfgang Rademann produzierte den Künstlerstammtisch von Gustav Knuth, die vielbeachtete Anti-Raucher-Sendung Blauer Dunst (mit Antje-Katrin Schaeffer-Kühnemann und Manfred Köhnlechner) und drei Sendungen mit dem US-amerikanischen Talk-Show-Star Dick Cavett. Die größte von ihm produzierte Show im deutschen Fernsehen war 1975 die große Gala Treffpunkt Herz für die Deutsche Krebshilfe mit 42 Film- und Fernsehstars.

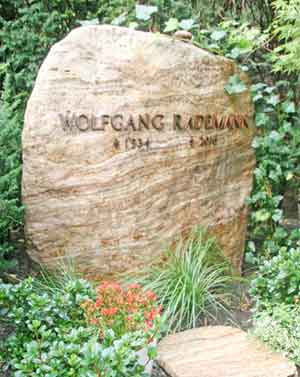
Die Grabstätte von Wolfgang Rademann auf dem Friedhof Nikolassee in Berlin

Wolfgang Rademann lebte in einem Einfamilienhaus in Berlin-Nikolassee. Er war seit 1976 mit der Schauspielerin Ruth Maria Kubitschek liiert. Bekannt war er auch für seine „Berliner Schnauze“. Er litt an einer Leberzirrhose, war einige Monate vor seinem Tod schwer gestürzt und hatte sich danach nicht mehr erholt. Sein Grab befindet sich auf dem Evangelischen Kirchhof von Berlin-Nikolassee.

## Auszeichnungen
Im Laufe seiner Karriere wurde Wolfgang Rademann mit vier Bambis (1982, 1985, 1990 und 2015) ausgezeichnet und erhielt zweimal die Goldene Kamera (1982 und 2000). 1974 erhielt er den Robert-Stolz-Preis, 1986 wurde ihm das Bundesverdienstkreuz am Bande verliehen, 1990 erhielt er den Telestar, 2005 das Silberne Blatt der Dramatiker Union, 2008 den Goldenen Gong und 2009 die Krone der Volksmusik für sein Lebenswerk. 2015 folgte der deutsche Medien- und Fernsehpreis Bambi für Rademanns Lebenswerk.

## Sonstiges
Rademann war Liebhaber von Tageszeitungen und Zeitschriften. Er hatte oft eine Plastiktüte mit Tageszeitungen und Zeitschriften dabei und herausgerissene Artikel in der Innentasche seines Sakkos. Berühmt war er für seine Zeitungskiste. Egal wo er war, wollte er aktuellen Lesestoff. Deshalb wurde ihm stets eine Box mit allerlei Printerzeugnissen nachgeschickt. Rademann machte nach eigenem Bekunden keinen Urlaub.

## Filmografie
- 1962–1968: Sing mit Horst (Show)
- 1964: Das Leben ist die größte Show (Show, ZDF)
- 1965–1973: Bitte umblättern (Show, ZDF)
- 1966–1968: Zwischenstation (Show, ARD)
- 1969–1978: Peter Alexander präsentiert Spezialitäten (Show, ZDF)
- 1970–1977: Der Stargast (Show, ARD)
- 1971–1981: Anneliese Rothenberger gibt sich die Ehre (Show, ZDF)
- 1975: Treffpunkt Herz (Show, ZDF)
- 1977–1978: Gefragte Gäste (Show, ARD)
- 1977–1980: Ein verrücktes Paar (Fernsehserie, ZDF)
- 1979–1985: Peter Alexander: Wir gratulieren (Show, ZDF)
- 1981–2016: Das Traumschiff (Fernsehserie, ZDF)
- 1985: Schöne Ferien (Fernsehserie, ARD)
- 1985–1989: Die Schwarzwaldklinik (Fernsehserie, ZDF)
- 1987–1995: Die Peter-Alexander-Show (Show, ZDF)
- 1989–1990: Hotel Paradies (Fernsehserie, ZDF)
- 1990–1991: Insel der Träume (Fernsehserie, ZDF)
- 1992: Mit Herz und Schnauze (Fernsehserie, ZDF)
- 1992–1993: Donauprinzessin (Fernsehserie, ZDF)
- 1993: Die Elefantenbraut (Fernsehfilm, ZDF)
- 1994–1996: Florida Lady (Fernsehserie, ZDF)
- 2001: Amokfahrt zum Pazifik (Fernsehfilm, ZDF)
- 2001: Die fabelhaften Schwestern (Fernsehfilm, ZDF)
- 2001: Singapur-Express – Geheimnis einer Liebe (Fernsehfilm, ZDF)
- 2001: 1000 Meilen für die Liebe (Fernsehfilm, ZDF)
- 2004–2006: Der Ferienarzt (Fernsehserie, ZDF)
- 2005: Die Schwarzwaldklinik – Die nächste Generation (Fernsehfilm, ZDF)
- 2005: Die Schwarzwaldklinik – Neue Zeiten (Fernsehfilm, ZDF)
- 2006–2016: Kreuzfahrt ins Glück (Fernsehserie, ZDF)
- 2006: Afrika – Wo mein Herz mich trägt (Fernsehfilm, ZDF)
- 2011: Ein Schatz fürs Leben – Abenteuer in Panama (Fernsehfilm, ZDF)
- 2012–2015: Engel der Gerechtigkeit (Fernsehserie, ZDF)